# Frederic I el Catòlic

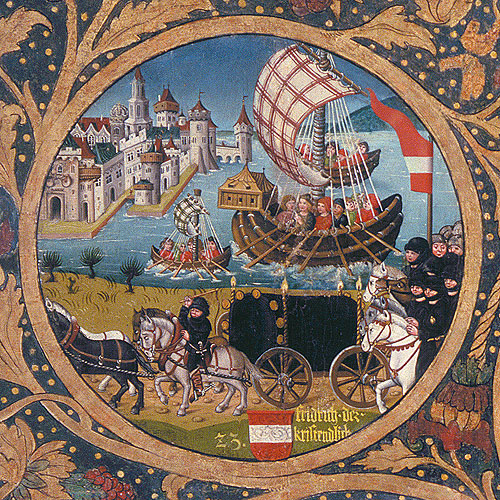
Frederic I en la croada (a l'arbre genealògic dels Babenberg, 1489-1492)

Frederic I el Catòlic (vers 1175 – 16 d'abril de 1198) fou duc d'Àustria, de la casa de Babenberg, fill gran de Leopold V, a qui va succeir a la seva mort el 1195.
Va participar en la croada de 1197 dirigida per l'emperador Enric VI i va morir en tornar de Terra Santa. El seu germà Leopold VI el Gloriós (Leopold VI de Babenberg, I duc d'Estíria) el va succeir i va reunificar els dominis dels Babenberg i concretament els dos ducats (Àustria i Estíria) que ja havia governat el pare Leopold V.